# Tadeusz Meszko
Tadeusz Meszko (ur. 4 października 1957 w Sławnie, zm. 11 czerwca 2025) – polski pisarz, scenarzysta, operator filmowy, fotograf, grafik komputerowy. Od 2017 roku członek Związku Literatów Polskich.
Uczeń krawca-astronoma Adama Giedrysa ze Szczecinka. Z wykształcenia operator filmowy (Szkoła Filmowa im. Krzysztofa Kieślowskiego Uniwersytetu Śląskiego w Katowicach).
We wrześniu 1984 roku zadebiutował równocześnie dwoma opowiadaniami: Mózg pełen myśli („Przegląd Techniczny” nr 9) oraz Proszę pana, panie generale (miesięcznik „Opole” nr 9).
Opowiadanie Pożeracz szarości (publikacja – „Fantastyka” 1987, nr 1) zostało wyróżnione w II Konkursie Fantastyki.

## Dorobek literacki

### Książki
- „Tryptyk bez kolorów”, Wyd. Zespół Ostatnich Romantyków ZOR-BA, Borne Sulinowo 2000, ISBN 978-83-910384-3-2
- „J.H.W.H.”, Wyd. Zespół Ostatnich Romantyków ZOR-BA, Borne Sulinowo 2000, ISBN 978-83-910384-2-4
- „2012: gniew ojca. Dzieci Słońca”, Wyd. Solaris, Olsztyn 2009, ISBN 978-83-7590-042-2”[3]
- „2012: gniew ojca. Dzieci Boga”, Wyd. Solaris, Olsztyn 2010, ISBN 978-83-7590-043-9
- „Śmieciowi ludzie”, Wyd. Bibliotekarium, Bydgoszcz  2018, ISBN 978-83-950151-1-3
- „Winda do nieba”, Wyd. By TM, Bydgoszcz  2019, ISBN 978-83-953055-4-2”[4]
- „Sens życia według upadłego anioła”, Wyd. Bibliotekarium, Bydgoszcz 2020, ISBN 978-83-954865-9-3
- „Świamać”, Wyd. Saga Egmont, Warszawa 2021

### Książki popularnonaukowe
- „Klucz do DNA”, Wyd. Arcanus, Bydgoszcz 2014, ISBN 978-83-88079-27-6
- „Matryca duszy”, Wyd. By TM, Bydgoszcz 2014, ISBN 978-83-935842-2-2
- „10 przykazań genów”, Wyd. By TM, Bydgoszcz 2015, ISBN 978-83-935842-5-3
- „Jak żyć w zgodzie z genami. Genetyczna matryca duszy”. Wyd. Saga Egmont, Warszawa 2021, ISBN 978-87-26-96906-1

### Antologie
- „Pożeracz szarości”, opowiadanie „Pożeracz szarości”, wyd. Reporter, Warszawa 1991, ISBN 978-83-85189-02-5
- „Mars”, opowiadanie „Duchy Marsa”, wyd. Stalker Books, Olsztyn 2021, ISBN 978-83-66280-71-7
- „Antologia Rubieże Rzeczywistości. Tom 3”, opowiadanie „Dopóki w kałamarzu starczy atramentu”, Wyd. Bibliotekarium 2021

### Audiobooki
- „Śmieciowi ludzie”,czyta: Marek Sęk „Ivelios”, Wyd. Bibliotekarium, Bydgoszcz  2018, ISBN 978-83-950151-2-0
- „Sens życia według upadłego anioła”, czyta: Jacek Dragun, Wyd. StoryBox, Warszawa 2020, ISBN 978-83-8194-773-2
- „Winda do nieba”, czyta: Tomasz Sobczak, Wyd. Saga Egmont, Warszawa 2021, ISBN 978-87-26-96911-5
- „Świamać”, czyta Sebastian Konrad, Wyd. Saga Egmont, Warszawa 2021, ISBN 978-87-269-6909-2